# Pinkwashing

O rosa tem sido desde a década de 1970 uma cor associada ao ativismo LGBTI.

Pinkwashing (lavagem rosa ou lavagem de imagem rosa) é um empréstimo linguístico (do inglês pink, rosa, e whitewash, branquear ou encobrir) para referir-se, no contexto dos direitos LGBT, à variedade de estratégias políticas e de marketing dirigidas à promoção de instituições, países, pessoas, produtos ou empresas apelando a sua condição de simpatizante LGBT.
A expressão é especialmente usada para referir à lavagem de imagem do Estado de Israel que, promovendo a sua população LGBTI, disfarça a violação sistémica dos direitos humanos da população palestiniana. Através de projetar a aparência de ser um território gay-friendly, a população LGBTI pode chegar a sentir-se identificada com as posições políticas do Estado (homonacionalismo), participar da islamofobia institucionalizada ao considerar que a população muçulmana é necessariamente homófoba ou ignorar a discriminação sofrida em seu próprio país.
O conceito de ''pink washing'' também é contestado e recebe críticas. O ativista LGBT, Christopher McCannell, por exemplo, afirma que acusações de pink washing tentam distrair a atenção das pessoas do mau tratamento que a população LGBT vem recebendo na Cisjordânia e em Gaza. Para o cineasta LGBT, Yair Qedar, acusações de pink washing são mais úteis para a homofobia do que para o diálogo e a para paz. Para Michael Luongo, ganhador do prêmio de jornalismo LGBT, as vozes mais ativas pelos direitos dos gays palestinos vêm dos israelenses. Ele menciona a existência da organização AGUDA de Tel Aviv que acolhe LGBT's perseguidos, incluindo palestinos expulsos de suas comunidades e famílias.
O termo foi originalmente criado pela Breast Cancer Action para identificar às empresas que asseguravam apoiar às mulheres com cancro de mama, enquanto em realidade pretendiam obter maiores benefícios e melhorar sua imagem de marca ao incorporar a sua publicidade uma causa benéfica.